# Hocico
Hocico er en mexicansk dark electro-gruppe. Ordet "hocico" er spansk og betyder "snude", men kan på mexicansk-spansk bruges om noget "grimt".
Blandt største hits kan nævnes "Instincts of Perversion", "About A Dead", "Lost Fate", "Spirals of Time", "The Day The World Stopped" og "Dog Eat Dog".